# قطعنامه ۳۲۰ شورای امنیت
قطعنامه ۳۲۰ شورای امنیت سازمان ملل متحد که در تاریخ ۲۹ سپتامبر ۱۹۷۲ تصویب شد، سندی بین‌المللی دربارهٔ مسئلهٔ در رابطه با وضعیت در رودزیای جنوبی است. این قطعنامه طی نشست ۱٬۶۶۶ام
با ۱۳ موافق،۰ مخالف و۲ ممتنع تصویب شد.